# Björn von Sydow
Björn Gustaf von Sydow, tidigare Sköldenberg, född 26 november 1945 i Kungsholms församling i Stockholm, är en svensk politiker (socialdemokrat) och statsvetare, som var riksdagsledamot från 1994 till 2018, handelsminister 1996–1997, försvarsminister 1997–2002 och talman i Sveriges riksdag 2002–2006.

## Biografi
Björn von Sydow disputerade 1978 för filosofie doktorsexamen i statsvetenskap vid Linköpings universitet på avhandlingen Kan vi lita på politikerna? och blev därefter docent. Han har som forskare utgivit flera skrifter, bland annat Vägen till enkammarriksdagen (1989) och Parlamentarismen i Sverige (1997). Han har även varit prefekt vid Socialhögskolan vid Stockholms universitet.
von Sydow var från 1970-talet kommunpolitiker för Socialdemokraterna i Solna kommun, bland annat som ordförande för miljö- och hälsoskyddsnämnden 1983–1991. Under Ingvar Carlssons första ministär kom han 1988 till Statsrådsberedningen som planeringschef. Vid valet 1994 blev han riksdagsledamot för Stockholms läns valkrets (till en början som tjänstgörande ersättare, från oktober 1995 som ordinarie ledamot). År 1996 utsågs han till statsråd (handelsminister) vid Näringsdepartementet. År 1997 blev han försvarsminister.
Efter valet 2002 valdes han med acklamation till riksdagens talman. Efter valet 2006, när riksdagen fått borgerlig majoritet, ställde von Sydow upp till omval som talman men förlorade omröstningen mot moderaten Per Westerberg med siffrorna 169–177.
Efter att en diplomatisk kris mellan Sverige och Saudiarabien uppstått 2015 reste von Sydow som den svenska regeringens sändebud till Saudiarabien och mötte den saudiske kungen Salman bin Abdul Aziz och prinsen och försvarsministern Mohammed bin Salman, vilket bidrog till att relationerna mellan länderna återigen normaliserades. von Sydow valde att inte kandidera för omval till riksdagen i valet 2018.
Sedan oktober 2019 är von Sydow styrelseordförande för Totalförsvarets forskningsinstitut. 2019 till 2021 var han ordförande för Förtjänstutredningen.
Han är vice ordförande i Europarådets svenska delegation. Han har också varit aktiv i Sveriges Elevkårer, är aktiv ryttare, har ett stort järnvägsintresse och är aktiv medlem i museiföreningen Östra Södermanlands Järnväg.
von Sydow är son till Bengt Sköldenberg, redaktör för Statskalendern, och  byrådirektören vid Socialstyrelsen Tullia von Sydow, som varit riksdagsledamot. Han är gift med Madeleine von Sydow, med vilken han har fyra barn, bland dem statsvetaren Göran von Sydow.

## Utmärkelser och ledamotskap
- H.M. Konungens medalj i tolfte storleken med kedja (Kon:sGM12mkedja) för framstående insatser på skilda områden inom svenskt samhällsliv, 8 januari 2007.[12]
- Storkors av Norska Förtjänstorden för hans innsats for fremme av svensk - norske forbindelser, ikke minst i forbindelse med 100-årsmarkeringen for unionsoppløsningen., 2 november 2005.[13]
- Storkors 1kl av Förbundsrepubliken Tysklands förtjänstorden, StkTyskRFO1kl, 20 maj 2003.[källa behövs]
- Första klass av Estniska Terra Mariana-korsets orden, 14 april 2003.[14]
- Ledamot av Kungliga Vetenskapsakademien, 2008.[15]
- Ledamot av Kungliga Krigsvetenskapsakademien, 2009,[16] andre styresman 2020–2022[17][18] och styresman sedan 2022.[18]